# Rockmart
Rockmart é uma cidade localizada no estado americano de Geórgia, no Condado de Polk.

## Demografia
Segundo o censo americano de 2000, a sua população era de 3870 habitantes.
Em 2006, foi estimada uma população de 4401, um aumento de 531 (13.7%).

## Geografia
De acordo com o United States Census Bureau tem uma área de 11,3 km², dos quais 11,2 km² cobertos por terra e 0,1 km² cobertos por água.

## Localidades na vizinhança
O diagrama seguinte representa as localidades num raio de 24 km ao redor de Rockmart.